# Paris 16e (série télévisée)
Ne doit pas être confondu avec Paris 16e (arrondissement).
Paris 16e est une série télévisée française en 80 épisodes de 22 minutes créée par Claire Alexandrakis et Jean-André Yerles d'après une histoire de Jean-Chrisophe Hervé, Alban Lenoir, Cédric Perrin et Frédéric Truskolaski, produite par CALT Productions et diffusée du 9 mars au 22 mai 2009 sur M6.
Frédéric Truskolaski prend ses distances après la diffusion du pilote, à la suite d'une vision différente du projet.
La série a été arrêtée après la première saison, faute d'audience (moins de 600 000 téléspectateurs).

## Synopsis
Lorène Maréchal, une jeune orpheline désargentée à la recherche de son père, est propulsée dans la vie de trois riches familles parisiennes : les Cipriani, les Saint-Faye et les Kervadec. Ces trois familles se partagent un empire : Carialis, une compagnie d'armateurs gérée sans scrupules et avec succès. Déterminée à retrouver ce père inconnu, Lorène, idéaliste et sincère, va se heurter à la jeunesse dorée parisienne, un monde d'apparences et de faux-semblant où l'argent règne en maître. Mais derrière les vêtements de luxe et le cynisme de la fortune, Lorène va découvrir des familles déchirées, des vengeances et des secrets, bien loin du bonheur d'être riche que tous veulent afficher.

## Distribution
- Alexandra Naoum : Lorène Maréchal
- Baptiste Caillaud : Ethan Cipriani
- Didier Ménin : Philippe Cipriani
- Alexandra Kazan : Catherine Cipriani
- Jérémie Lippmann : Chris Lancelot
- Hicham Nazzal : Julien Lancelot
- Émilie Granier : Tara Kervadec
- Richard Gotainer : Antoine Maréchal
- Clémence Bretécher : Hermione de Saint-Faye
- Nathalie Richard : Alexia de Saint-Faye
- Wadeck Stanczak : Alfred de Saint-Faye
- Marie Riva : Valérie Kervadec
- Axel Philippon : Victor Cipriani
- Léopoldine Serre : Jade
- Arthur Mazet : Arthur Kervadec
- Alexandre Cross: Marc Guérin
- Faridh Badaoui : Faridh (le majordome)
- Tito Diez : Walala (le gourou)